# Isola Farnese
Isola Farnese är Roms femtiofemte zon och har beteckningen Z. LV. Zonen har fått sitt namn av ätten Farnese; år 1567 införskaffades byn av kardinal Alessandro Farnese. Zonen Isola Farnese bildades år 1961. 
Isola Farnese gränsar till Formello, Prima Porta, La Giustiniana och La Storta.

## Kyrkobyggnader
- San Pancrazio

## Arkeologiska platser
- Santuario di Portonaccio
- Area archeologica di Piano di Comunità a Veio
- Edificio arcaico presso Veio
- Tomba delle Anatre
- Tomba dei Leoni Ruggenti
- Acropoli di Veio al Colle di Piazza d'Armi
- Villa romana di Campetti all'Isola Farnese
- Bagni della Regina a Veio

## Övrigt
- Castello di Isola Farnese
- Parco regionale di Veio

## Bilder
| - Borgo di Isola Farnese. - Fragment av en romersk relief. - Castello di Isola Farnese. |